# مسابقه بین‌المللی فیزیک‌دانان جوان
مسابقهٔ بین‌المللی فیزیکدانان جوان (به انگلیسی: International Young Physicists’ Tournament, IYPT) بزرگ‌ترین مسابقهٔ فیزیک است که سالیانه برگزار می‌شود دارای ۱۷ سؤال است که سوالات به صورت پژوهشی، کار گروهی و بحث بین افراد حل و بررسی می‌شود.
این مسابقه یک رویداد یک هفته‌ای است که در ۱۵۰ پیش دانشگاهی برگزار می‌شود. بین سال‌های ۱۹۸۸–۲۰۱۳ نزدیک به ۴۰ دبیرستان با ۲۵۰۰ دانش‌آموز در مسابقهٔ پایانی این مسابقه شرکت کردند.
شرکت کنندگان در قالب ۳ گروه رقابت می‌کنند که ابتدا یک گروه کارهای پژوهشی خود را به گروه‌های دیگر بیان کرده و سپس گروه دیگر شروع به نقد کردن گروهی که پژوهش‌های خود را بیان کرده می‌کند سپس گروه سوم مطالب بیان شده بین دو گروه را می‌گوید و می‌تواند سوالاتی را از دو گرونه بپرسد و آن دو گروه را نقد کند و در نهایت داوران که شاهد این روند بودند به گروه‌ها امتیاز می‌دهند.

## سوالات
کمسیون بین‌المللی سازماندهی (به انگلیسی: International Organizing Committee (IOC)) در مورد ۱۷ سؤالی که برای مسابقه انتخاب می‌شوند تصمیم می‌گیرد. این سوالات از رشته‌های مختلف فیزیک هستند و گاهی اوقات میان‌رشته‌ای هستند. سوالات نمی‌توانند مانند آنچه در امتحانات است در مدت کوتاهی با روش‌های شناخته شده حل شوند؛ و راه‌های مختلفی برای بررسی سوالات و نتیجه‌گیری و حل آنها وجود دارد؛ و شرکت کنندگان باید در میان نبرد فیزیکی تا جایی که ممکن است اطلاعات راجع به سؤال را بیان کند و هیچ محدودیتی برای این‌که این کار را انجام دهند نیست.

## مرحله آماده‌سازی
یکی از مهم‌ترن قسمت‌ها است که دو هدف را دنبال می‌کند: از یک طرف باید گروه‌ها اطلاعات کافی راجع به سؤال جمع‌آوری کنند و لازم است که در طول مسابقه از راه حل خود دفاع کنند؛ و از طرف دیگر بیان خوب اطلاعات مهم است.

## مسابقه و ساختار آن
مسابقه خود شامل بخش‌های مختلفی است که به آن نبرد فیزیکی یا نبرد می‌گویند. هر نبرد شامل سه یا چهار بخش است که بستگی دارد سه یا چهار تیم باشند و در هر مرحله و بخش هر تیم یکی از نقش‌های زیر را به عهده می‌گیرد.
- بیان کننده (به انگلیسی: Reporter)
- منتقد (به انگلیسی: Opponent)
- بازبینی و دوره کننده (به انگلیسی: Reviewer)
- تماشا کننده (به انگلیسی: Observer) و تنها در بخش‌هایی که ۴ گروه وجود دارد این نقش وجود دارد

سپس بعد از اینکه تیم‌ها روند یاد شده را انجام دادن داوران به آنها امتیاز داده و در نهایت بعد از چرخش نقش‌ها و به عهده گرفتن هر سه نقش توسط گروه‌ها این مسابقه تمام شده و حال اگر گروه‌ها بیشتر باشد باز این روند تکرار می‌شود و در نهایت ۳ تیمی که بیشترین امتیاز را داشته باشند به مسابقه نهایی راه می‌یابد.

## جدول زمانی مسابقات
| سال  | چندمین | کشور میزبان        | تعداد تیم‌ها | تعداد کشورها | برنده طلا                                 | برنده نقره                                          | سوالات (انگلیسی)                                  | وبگاه                                            | نتایج |
| ---- | ------ | ------------------ | ----------- | ------------ | ----------------------------------------- | --------------------------------------------------- | ------------------------------------------------- | ------------------------------------------------ | ----- |
| ۱۹۸۸ | 1st    | اتحاد جماهیر شوروی | ۳۱          | 3            | قابل اعتراض                               | قابل اعتراض                                         |                                                   |                                                  |       |
| ۱۹۸۹ | 2nd    | اتحاد جماهیر شوروی | ۸           | ۷            | آلمان غربی, · بلغارستان                   | [ ۱ ]                                               |                                                   |                                                  |       |
| ۱۹۹۰ | 3rd    | اتحاد جماهیر شوروی | 6           | ۵ *          | -                                         | , · هلند                                            |                                                   |                                                  |       |
| ۱۹۹۱ | 4th    | اتحاد جماهیر شوروی | 7           | ۶ *          | مجارستان                                  | لهستان, ·                                           |                                                   |                                                  |       |
| ۱۹۹۲ | 5th    | روسیه              | ۱۲          | ۱۰           | بلاروس, · چکسلواکی                        | هلند, · روسیه                                       |                                                   |                                                  |       |
| ۱۹۹۳ | 6th    | روسیه              | ۱۹          | ۱۱           |                                           | اوکراین, · مجارستان                                 |                                                   |                                                  |       |
| ۱۹۹۴ | 7th    | هلند               | ۱۲          | ۱۱           | جمهوری چک, · روسیه                        | گرجستان                                             | pdf                                               |                                                  |       |
| ۱۹۹۵ | 8th    | لهستان             | ۱۵          | ۱۲           | آلمان                                     | جمهوری چک, · مجارستان                               | pdf                                               |                                                  |       |
| ۱۹۹۶ | 9th    | گرجستان            | ۱۳          | ۱۰           | جمهوری چک                                 | آلمان, · گرجستان-2                                  | scroll to see                                     |                                                  |       |
| ۱۹۹۷ | 10th   | جمهوری چک          | ۱۵          | ۱۱           | مجارستان, · جمهوری چک                     | بلاروس                                              | pdf                                               |                                                  |       |
| ۱۹۹۸ | 11th   | آلمان              | ۱۸          | ۱۶           | جمهوری چک                                 | آلمان-1, · لهستان                                   |                                                   |                                                  |       |
| ۱۹۹۹ | 12th   | اتریش              | ۱۹          | ۱۷           | آلمان                                     | گرجستان, · اتریش-1                                  | بایگانی‌شده در ۵ نوامبر ۲۰۱۲ توسط Wayback Machine  | بایگانی‌شده در ۲۴ فوریه ۲۰۱۲ توسط Wayback Machine |       |
| ۲۰۰۰ | 13th   | مجارستان           | ۱۷          | ۱۶           | لهستان-2                                  | آلمان, · روسیه                                      | بایگانی‌شده در ۳۱ ژوئیه ۲۰۱۲ توسط Wayback Machine  |                                                  |       |
| ۲۰۰۱ | 14th   | فنلاند             | ۱۸          | ۱۶           | اسلواکی                                   | استرالیا, · آلمان                                   |                                                   |                                                  |       |
| ۲۰۰۲ | 15th   | اوکراین            | ۲۰          | ۱۸           | لهستان                                    | بلاروس, · آلمان                                     |                                                   |                                                  |       |
| ۲۰۰۳ | 16th   | سوئد               | ۲۳          | ۲۲           | آلمان                                     | کره جنوبی, · لهستان                                 | pdf                                               |                                                  |       |
| ۲۰۰۴ | 17th   | استرالیا           | ۲۶          | ۲۴           | لهستان                                    | آلمان, · اسلواکی                                    |                                                   |                                                  |       |
| ۲۰۰۵ | 18th   | سوئیس              | ۲۵          | ۲۳           | آلمان                                     | بلاروس, · ایالات متحده آمریکا                       | pdf                                               | ,                                                |       |
| ۲۰۰۶ | 19th   | اسلواکی            | ۲۶          | ۲۴           | کرواسی                                    | کره جنوبی, · آلمان                                  |                                                   |                                                  |       |
| ۲۰۰۷ | 20th   | کره جنوبی          | ۲۲          | ۲۱           | استرالیا                                  | کره جنوبی-2, · نیوزیلند                             | pdf                                               |                                                  |       |
| ۲۰۰۸ | 21st   | کرواسی             | ۲۱          | ۲۱           | آلمان                                     | کرواسی, · نیوزیلند                                  | بایگانی‌شده در ۴ سپتامبر ۲۰۱۷ توسط Wayback Machine |                                                  |       |
| ۲۰۰۹ | 22nd   | چین                | ۲۷          | ۲۷           | کره جنوبی                                 | اتریش, · نیوزیلند                                   | pdf                                               |                                                  |       |
| ۲۰۱۰ | 23rd   | اتریش              | ۲۳          | ۲۳           | سنگاپور, · اتریش, · نیوزیلند, · کره جنوبی | آلمان, · تایوان, · ایران, · استرالیا, · اسلواکی     |                                                   | بایگانی‌شده در ۲۰۱۲-۱۰-۱۲ توسط Wayback Machine    |       |
| ۲۰۱۱ | 24th   | ایران              | ۲۱          | ۲۱           | کره جنوبی, · اتریش, · آلمان               | تایوان, · ایران, · اسلواکی, · سنگاپور, · بلاروس     |                                                   |                                                  |       |
| ۲۰۱۲ | 25th   | آلمان              | ۲۸          | ۲۸           | کره جنوبی, · ایران, · سنگاپور             | بلاروس, · آلمان, · تایوان, · سوئیس, · اتریش         |                                                   |                                                  |       |
| ۲۰۱۳ | 26th   | تایوان             | ۲۶          | ۲۶           | سنگاپور, · کره جنوبی, · سوئیس             | لهستان, · نیوزیلند, · اسلواکی, · سوئد, · برزیل      |                                                   | بایگانی‌شده در ۳ اوت ۲۰۱۲ توسط Wayback Machine    |       |
| ۲۰۱۴ | 27th   | بریتانیا           | ۲۸          | ۲۸           | سنگاپور, · اسلواکی, · لهستان, · چین       | کره (کشور), · نیوزیلند, · تایوان, · روسیه, · آلمان, | بایگانی‌شده در ۷ مه ۲۰۱۵ توسط Wayback Machine      |                                                  |       |
| ۲۰۱۵ | 28th   | تایلند             |             |              |                                           |                                                     |                                                   |                                                  |       |
| ۲۰۱۶ | 29th   | روسیه              |             |              |                                           |                                                     |                                                   |                                                  |       |
| ۲۰۱۷ | 30th   | سنگاپور            |             |              |                                           |                                                     |                                                   |                                                  |       |

## حضور کشورها در مسابقه
H به معنای میزبان و اعداد تعداد تیم‌ها است.
| ارمنستان            | —     | —     | —     | —     | ۰     | ۰     | ۰     | ۰     | ۱     | ۰     | ۰     | ۰    | ۰    | ۰    | ۰    | ۰    | ۰    | ۰    | ۰    | ۰    | ۰    | ۰    | ۰    | ۰    | ۰    | ۰    | ۰    |
| استرالیا            | ۰     | ۰     | ۰     | ۰     | ۰     | ۰     | ۰     | ۰     | ۰     | ۰     | ۱     | ۱    | ۱    | ۱    | ۱    | ۱    | H, 2 | ۱    | ۱    | ۱    | ۱    | ۱    | ۱    | ۰    | ۱    | ۱    | ۱    |
| اتریش               | ۰     | ۰     | ۰     | ۰     | ۰     | ۰     | ۰     | ۰     | ۰     | ۰     | ۱     | H, 2 | ۱    | ۱    | ۱    | ۱    | ۱    | ۱    | ۱    | ۱    | ۱    | ۱    | H, 1 | ۱    | ۱    | ۱    | ۱    |
| بلاروس              | —     | —     | —     | —     | ۱     | ۱     | ۱     | ۱     | ۱     | ۱     | ۱     | ۱    | ۱    | ۱    | ۱    | ۱    | ۱    | ۱    | ۱    | ۰    | ۱    | ۱    | ۱    | ۱    | ۱    | ۱    | ۱    |
| برزیل               | ۰     | ۰     | ۰     | ۰     | ۰     | ۰     | ۰     | ۰     | ۰     | ۰     | ۰     | ۰    | ۰    | ۰    | ۰    | ۰    | ۱    | ۱    | ۱    | ۱    | ۰    | ۰    | ۰    | ۱    | ۱    | ۱    | ۱    |
| بلغارستان           | ۱     | ۱     | ۰     | ۰     | ۰     | ۰     | ۰     | ۰     | ۰     | ۰     | ۰     | ۰    | ۱    | ۱    | ۱    | ۱    | ۱    | ۱    | ۱    | ۱    | ۱    | ۱    | ۱    | ۱    | ۱    | ۱    | ۱    |
| چین                 | ۰     | ۰     | ۰     | ۰     | ۰     | ۰     | ۰     | ۰     | ۰     | ۰     | ۰     | ۰    | ۰    | ۰    | ۰    | ۰    | ۰    | ۰    | ۰    | ۰    | ۱    | H, 1 | ۱    | ۱    | ۱    | ۱    | ۱    |
| تایوان              | ۰     | ۰     | ۰     | ۰     | ۰     | ۰     | ۰     | ۰     | ۰     | ۰     | ۰     | ۰    | ۰    | ۰    | ۰    | ۰    | ۰    | ۰    | ۰    | ۰    | ۰    | ۰    | ۱    | ۱    | ۱    | H, 1 | ۱    |
| کرواسی              | —     | —     | —     | —     | ۰     | ۰     | ۰     | ۰     | ۰     | ۰     | ۰     | ۰    | ۰    | Obs  | ۱    | ۱    | ۱    | ۱    | ۱    | ۱    | H, 1 | ۱    | ۱    | ۱    | ۰    | ۱    | ۱    |
| قبرس                | ۰     | ۰     | ۰     | ۰     | ۰     | ۰     | ۰     | ۰     | ۰     | ۰     | ۰     | ۰    | ۰    | ۰    | ۰    | ۰    | ۱    | ۰    | ۰    | ۱    | ۰    | ۰    | ۰    | ۰    | ۰    | ۰    | ۰    |
| جمهوری چک           | —     | —     | —     | —     | —     | ۱     | ۱     | ۱     | ۱     | H, 2  | ۱     | ۱    | ۱    | ۱    | ۱    | ۱    | ۱    | ۱    | ۱    | ۱    | ۱    | ۱    | ۱    | ۱    | ۱    | ۱    | ۱    |
| چکسلواکی            | ۱     | ۱     | ۱     | ۱     | ۱     | —     | —     | —     | —     | —     | —     | —    | —    | —    | —    | —    | —    | —    | —    | —    | —    | —    | —    | —    | —    | —    | —    |
| فنلاند              | ۰     | ۰     | ۰     | ۰     | ۰     | ۰     | ۰     | ۱     | ۰     | Obs   | ۱     | ۱    | ۱    | H, 1 | ۱    | ۱    | ۱    | ۰    | ۰    | ۰    | ۱    | ۱    | ۰    | ۰    | ۰    | ۰    | ۰    |
| فرانسه              | ۰     | ۰     | ۰     | Obs   | ۰     | ۰     | ۰     | ۰     | ۰     | ۰     | ۰     | ۰    | ۰    | ۰    | ۰    | ۰    | ۰    | ۰    | ۰    | ۰    | ۰    | ۱    | ۱    | ۰    | ۱    | ۱    | ۰    |
| گرجستان             | —     | —     | —     | —     | ۱     | ۱     | ۱     | ۱     | H, 2  | ۱     | ۱     | ۱    | ۱    | ۱    | ۱    | ۱    | ۰    | ۱    | ۰    | ۰    | ۱    | ۱    | ۱    | ۱    | ۱    | ۰    | ۱    |
| آلمان               | ۰     | ۱     | ۰     | ۰     | ۰     | ۰     | ۰     | ۲     | ۱     | ۱     | H, 2  | ۱    | ۱    | ۱    | ۱    | ۱    | ۱    | ۱    | ۱    | ۱    | ۱    | ۱    | ۱    | ۱    | H, 1 | ۱    | ۱    |
| مجارستان            | ۰     | ۱     | ۱     | ۱     | ۱     | ۱     | ۱     | ۱     | ۱     | ۱     | ۱     | ۱    | H, 1 | ۱    | ۱    | ۱    | ۱    | ۱    | ۱    | ۱    | ۱    | ۱    | ۰    | ۰    | ۱    | ۰    | ۱    |
| اندونزی             | ۰     | ۰     | ۰     | ۰     | ۰     | ۰     | ۰     | ۰     | ۰     | ۰     | ۰     | ۰    | ۰    | ۰    | ۰    | ۱    | ۱    | ۱    | ۱    | ۰    | ۱    | ۱    | ۰    | ۰    | ۱    | ۱    | ۰    |
| ایران               | ۰     | ۰     | ۰     | ۰     | ۰     | ۰     | ۰     | ۰     | ۰     | ۰     | ۰     | ۰    | ۰    | ۰    | ۰    | ۰    | ۰    | ۰    | ۰    | ۰    | ۱    | ۱    | ۱    | H, 1 | ۱    | ۱    | ۰    |
| قزاقستان            | —     | —     | —     | —     | ۱     | ۰     | ۰     | ۰     | ۰     | ۰     | ۰     | ۰    | ۰    | ۰    | ۰    | ۰    | ۰    | ۰    | ۰    | ۰    | ۰    | ۰    | ۰    | ۰    | ۰    | ۰    | ۰    |
| کنیا                | ۰     | ۰     | ۰     | ۰     | ۰     | ۰     | ۰     | ۰     | ۰     | ۰     | ۰     | ۰    | ۰    | ۰    | ۰    | ۰    | ۱    | ۱    | ۱    | ۱    | ۰    | ۱    | ۱    | ۱    | ۱    | ۰    | ۰    |
| ماکائو              | ۰     | ۰     | ۰     | ۰     | ۰     | ۰     | ۰     | ۰     | ۰     | ۰     | ۰     | ۰    | ۰    | ۰    | ۰    | ۰    | ۰    | ۰    | ۰    | ۰    | ۰    | ۰    | ۰    | ۰    | ۰    | ۰    | ۱    |
| مکزیک               | ۰     | ۰     | ۰     | ۰     | ۰     | ۰     | ۰     | ۰     | ۰     | ۰     | ۱     | ۱    | ۱    | ۰    | ۱    | ۱    | ۱    | ۰    | ۱    | ۰    | ۰    | ۰    | ۰    | ۰    | ۰    | ۰    | ۰    |
| مولدووا             | —     | —     | —     | —     | ۱     | ۱     | ۰     | ۰     | ۰     | ۰     | ۰     | ۰    | ۰    | ۰    | ۰    | ۰    | ۰    | ۰    | ۰    | ۰    | ۰    | ۰    | ۰    | ۰    | ۰    | ۰    | ۰    |
| هلند                | ۰     | ۱     | ۱     | ۱     | ۱     | ۱     | H, 1  | ۱     | ۰     | ۰     | ۱     | ۱    | ۱    | ۱    | ۱    | ۱    | ۱    | ۱    | ۱    | ۱    | ۱    | ۰    | ۰    | ۰    | ۱    | ۰    | ۰    |
| نیوزیلند            | ۰     | ۰     | ۰     | ۰     | ۰     | ۰     | ۰     | ۰     | ۰     | ۰     | ۰     | ۰    | ۰    | ۰    | ۰    | ۱    | ۱    | ۱    | ۱    | ۱    | ۱    | ۱    | ۱    | ۰    | ۱    | ۱    | ۱    |
| نیجریه              | ۰     | ۰     | ۰     | ۰     | ۰     | ۰     | ۰     | ۰     | ۰     | ۰     | ۰     | ۰    | ۰    | ۰    | ۰    | ۰    | ۰    | ۰    | ۱    | ۱    | ۰    | ۱    | ۱    | ۰    | ۱    | ۱    | ۱    |
| لهستان              | ۰     | ۱     | ۱     | ۱     | ۱     | ۲     | ۱     | H, 2  | ۱     | ۱     | ۱     | ۱    | ۲    | ۲    | ۲    | ۱    | ۱    | ۱    | ۲    | ۱    | ۱    | ۱    | ۱    | ۱    | ۱    | ۱    | ۱    |
| رومانی              | ۰     | ۰     | ۰     | ۰     | ۰     | ۰     | ۰     | ۰     | ۰     | ۰     | ۰     | ۰    | ۰    | ۰    | ۰    | ۰    | ۰    | ۰    | ۰    | ۰    | ۰    | ۰    | ۰    | ۰    | ۰    | ۱    | ۱    |
| روسیه               | —     | —     | —     | —     | H, 3  | H, 6  | ۲     | ۲     | ۲     | ۳     | ۲     | ۲    | ۱    | ۲    | ۱    | ۱    | ۲    | ۲    | ۱    | ۰    | ۰    | ۱    | ۱    | ۱    | ۱    | ۱    | ۱    |
| سنگاپور             | ۰     | ۰     | ۰     | ۰     | ۰     | ۰     | ۰     | ۰     | ۰     | ۰     | ۰     | ۰    | ۰    | ۰    | ۰    | ۰    | ۰    | ۰    | ۰    | ۰    | ۰    | ۱    | ۱    | ۱    | ۱    | ۱    | ۱    |
| اسلواکی             | —     | —     | —     | —     | —     | ۱     | ۱     | ۱     | ۰     | ۱     | ۱     | ۱    | ۱    | ۱    | ۱    | ۱    | ۱    | ۱    | H, 2 | ۱    | ۱    | ۱    | ۱    | ۱    | ۱    | ۱    | ۱    |
| اسلوونی             | —     | —     | —     | ۰     | ۰     | ۰     | ۰     | ۰     | ۰     | ۰     | ۰     | ۰    | ۰    | ۰    | ۰    | ۰    | ۰    | ۰    | ۰    | ۰    | ۰    | ۰    | ۰    | ۰    | ۱    | ۱    | ۱    |
| کره جنوبی           | ۰     | ۰     | ۰     | ۰     | ۰     | ۰     | ۰     | ۰     | ۰     | ۰     | ۰     | ۰    | Obs  | Obs  | ۱    | ۱    | ۱    | ۱    | ۱    | H, 2 | ۱    | ۱    | ۱    | ۱    | ۱    | ۱    | ۱    |
| اتحاد جماهیر شوروی  | H, 29 | H, 2  | H, 2  | H, 2  | —     | —     | —     | —     | —     | —     | —     | —    | —    | —    | —    | —    | —    | —    | —    | —    | —    | —    | —    | —    | —    | —    | —    |
| سوئد                | ۰     | ۰     | ۰     | ۰     | ۰     | ۰     | ۱     | Obs   | ۰     | ۱     | ۱     | ۱    | ۱    | ۱    | Obs  | H, 2 | ۱    | ۱    | ۱    | ۱    | ۱    | ۱    | ۱    | ۱    | ۱    | ۱    | ۱    |
| سوئیس               | ۰     | ۰     | ۰     | ۰     | ۰     | ۰     | ۰     | ۰     | ۰     | Obs   | ۰     | ۰    | Obs  | Obs  | ۱    | ۱    | ۱    | H, 2 | ۱    | ۱    | ۱    | ۱    | ۱    | ۱    | ۱    | ۱    | ۱    |
| تایلند              | ۰     | ۰     | ۰     | ۰     | ۰     | ۰     | ۰     | ۰     | ۰     | ۰     | ۰     | ۰    | ۰    | ۰    | ۰    | ۰    | ۰    | ۰    | ۰    | ۰    | ۰    | ۱    | ۰    | ۱    | ۱    | ۱    | ۱    |
| اوکراین             | —     | —     | —     | —     | ۱     | ۳     | ۱     | ۱     | ۲     | ۲     | ۱     | ۱    | ۱    | ۱    | H, 2 | ۱    | ۱    | ۱    | ۱    | ۱    | ۱    | ۱    | ۰    | ۱    | ۰    | ۰    | ۱    |
| امارات متحده عربی   | ۰     | ۰     | ۰     | ۰     | ۰     | ۰     | ۰     | ۰     | ۰     | ۰     | ۰     | ۰    | ۰    | ۰    | ۰    | ۰    | ۰    | ۰    | ۰    | ۰    | ۰    | ۰    | ۰    | ۰    | ۰    | ۰    | ۱    |
| بریتانیا            | ۰     | ۰     | ۰     | ۱     | ۰     | ۰     | ۰     | ۰     | ۰     | ۰     | ۰     | ۰    | ۰    | ۰    | ۰    | ۱    | ۰    | ۱    | ۱    | ۱    | ۰    | ۱    | ۱    | ۰    | ۱    | ۱    | H, 1 |
| ایالات متحده آمریکا | ۰     | ۰     | ۰     | ۰     | ۰     | ۰     | ۰     | ۰     | ۰     | ۰     | ۰     | ۱    | ۰    | ۱    | Obs  | ۰    | ۱    | ۱    | ۱    | ۱    | ۰    | ۰    | ۰    | ۰    | ۰    | ۰    | ۰    |
| ازبکستان            | —     | —     | —     | —     | ۰     | ۱     | ۱     | ۱     | ۱     | ۱     | ۱     | ۱    | ۰    | ۰    | ۰    | ۰    | ۰    | ۰    | ۰    | ۰    | ۰    | ۰    | ۰    | ۰    | ۰    | ۰    | ۰    |
| منبع                | [ ۱ ] | [ ۱ ] | [ ۱ ] | [ ۱ ] | [ ۱ ] | [ ۱ ] | [ ۲ ] | [ ۲ ] | [ ۲ ] | [ ۲ ] | [ ۲ ] |      |      |      |      |      |      |      |      |      |      |      |      |      |      |      |      |

| کشور               | طلا | نقره | برنز | مجوع مدال‌ها |
| ------------------ | --- | ---- | ---- | ----------- |
| آلمان              | 7   | 10   | 3    | 20          |
| کره جنوبی          | 5   | 4    | 3    | 12          |
| جمهوری چک          | 4   | 1    | 5    | 10          |
| لهستان             | 4   | 4    | 14   | 22          |
| سنگاپور            | 4   | 1    | 1    | 6           |
| اتریش              | 2   | 4    | 8    | 14          |
| مجارستان           | 2   | 2    | 10   | 14          |
| بلاروس             | 1   | 5    | 11   | 17          |
| اسلواکی            | 2   | 4    | 10   | 16          |
| نیوزیلند           | 1   | 5    | 4    | 10          |
| گرجستان            | 1   | 3    | 8    | 12          |
| روسیه              | 1   | 3    | 7    | 11          |
| استرالیا           | 1   | 2    | 6    | 9           |
| ایران              | 1   | 2    | 0    | 3           |
| اتحاد جماهیر شوروی | 1   | 2    | 0    | 3           |
| سوئیس              | 1   | 1    | 4    | 6           |
| کرواسی             | 1   | 1    | 3    | 5           |
| بلغارستان          | 1   | 0    | 3    | 4           |
| چکسلواکی           | 1   | 0    | 2    | 3           |